# ATC (D07)
Jest to część klasyfikacji anatomiczno-terapeutyczno-chemicznej:
- D – Dermatologia
  - D 01 – Leki przeciwgrzybicze
  - D 02 – Leki keratolityczne i działające ochronnie
  - D 03 – Leki stosowane w leczeniu ran i owrzodzeń
  - D 04 – Leki przeciwświądowe, w tym przeciwhistaminowe, znieczulające itp.
  - D 05 – Leki przeciwłuszczycowe
  - D 06 – Antybiotyki i chemioterapeutyki
  - D 07 – Kortykosteroidy
  - D 08 – Środki antyseptyczne i dezynfekujące
  - D 09 – Opatrunki lecznicze
  - D 10 – Leki przeciwtrądzikowe
  - D 11 – Inne leki dermatologiczne

Obejmuje ona kortykosteroidy:

## D 07 A – Kortykosteroidy
- D 07 AA – Kortykosteroidy o słabym działaniu
  - D 07 AA 01 – metyloprednizolon
  - D 07 AA 02 – hydrokortyzon
  - D 07 AA 03 – prednizolon
- D 07 AB – Kortykosteroidy o umiarkowanie silnym działaniu
  - D 07 AB 01 – klobetazon
  - D 07 AB 02 – maślan hydrokortyzonu
  - D 07 AB 03 – flumetazon
  - D 07 AB 04 – fluokortyn
  - D 07 AB 05 – fluperolon
  - D 07 AB 06 – fluorometolon
  - D 07 AB 07 – flupredniden
  - D 07 AB 08 – dezonid
  - D 07 AB 09 – triamcynolon
  - D 07 AB 10 – alklometazon
  - D 07 AB 11 – butepran hydrokortyzonu
  - D 07 AB 19 – deksametazon
  - D 07 AB 21 – klokortolon
  - D 07 AB 30 – połączenia kortykosteroidów
- D 07 AC – Kortykosteroidy o silnym działaniu
  - D 07 AC 01 – betametazon
  - D 07 AC 02 – flukrolon
  - D 07 AC 03 – dezoksymetazon
  - D 07 AC 04 – acetonid fluocynolonu
  - D 07 AC 05 – fluokortolon
  - D 07 AC 06 – diflukortolon
  - D 07 AC 07 – fludroksykortyd
  - D 07 AC 08 – fluocynonid
  - D 07 AC 09 – budezonid
  - D 07 AC 10 – diflorazon
  - D 07 AC 11 – amcynonid
  - D 07 AC 12 – halometazon
  - D 07 AC 13 – mometazon
  - D 07 AC 14 – aceponian metyloprednizolonu
  - D 07 AC 15 – beklometazon
  - D 07 AC 16 – aceponian hydrokortyzonu
  - D 07 AC 17 – flutikazon
  - D 07 AC 18 – prednikarbat
  - D 07 AC 19 – difluprednat
  - D 07 AC 21 – ulobetazol
- D 07 AD – Kortykosteroidy o bardzo silnym działaniu
  - D 07 AD 01 – klobetazol
  - D 07 AD 02 – halcynonid

## D 07 B – Kortykosteroidy w połączeniach z antyseptykami
- D 07 BA – Kortykosteroidy o słabym działaniu w połączeniach z antyseptykami
  - D 07 BA 01 – prednizolon w połączeniach z antyseptykami
  - D 07 BA 04 – hydrokortyzon w połączeniach z antyseptykami
- D 07 BB – Kortykosteroidy o umiarkowanie silnym działaniu w połączeniach z antyseptykami
  - D 07 BB 01 – flumetazon w połączeniach z antyseptykami
  - D 07 BB 02 – dezonid w połączeniach z antyseptykami
  - D 07 BB 03 – triamcynolon w połączeniach z antyseptykami
  - D 07 BB 04 – maślan hydrokortyzonu w połączeniach z antyseptykami
- D 07 BC – Kortykosteroidy o silnym działaniu w połączeniach z antyseptykami
  - D 07 BC 01 – betametazon w połączeniach z antyseptykami
  - D 07 BC 02 – acetonian fluocynolonu w połączeniach z antyseptykami
  - D 07 BC 03 – fluokortolon w połączeniach z antyseptykami
  - D 07 BC 04 – diflukortolon w połączeniach z antyseptykami
- D 07 BD – Kortykosteroidy o bardzo silnym działaniu w połączeniach z antyseptykami

## D 07 C – Kortykosteroidy w połączeniach z antybiotykami
- D 07 CA – Kortykosteroidy o słabym działaniu w połączeniach z antybiotykami
  - D 07 CA 01 – hydrokortyzon w połączeniach z antybiotykami
  - D 07 CA 02 – metyloprednizolon w połączeniach z antybiotykami
  - D 07 CA 03 – prednizolon w połączeniach z antybiotykami
- D 07 CB – Kortykosteroidy o umiarkowanie silnym działaniu w połączeniach z antybiotykami
  - D 07 CB 01 – triamcynolon w połączeniach z antybiotykami
  - D 07 CB 02 – flupredniden w połączeniach z antybiotykami
  - D 07 CB 03 – fluorometolon w połączeniach z antybiotykami
  - D 07 CB 04 – deksametazon w połączeniach z antybiotykami
  - D 07 CB 05 – flumetazon w połączeniach z antybiotykami
- D 07 CC – Kortykosteroidy o silnym działaniu w połączeniach z antybiotykami
  - D 07 CC 01 – betametazon w połączeniach z antybiotykami
  - D 07 CC 02 – acetonid fluocynolonu w połączeniach z antybiotykami
  - D 07 CC 03 – fludroksykortyd w połączeniach z antybiotykami
  - D 07 CC 04 – beklometazon w połączeniach z antybiotykami
  - D 07 CC 05 – fluocynonid w połączeniach z antybiotykami
  - D 07 CC 06 – fluokortolon w połączeniach z antybiotykami
- D 07 CD – Kortykosteroidy o bardzo silnym działaniu w połączeniach z antybiotykami
  - D 07 CD 01 – klobetazol w połączeniach z antybiotykami

## D 07 X – Kortykosteroidy – inne połączenia
- D 07 XA – Kortykosteroidy o słabym działaniu, w innych połączeniach
  - D 07 XA 01 – hydrokortyzon
  - D 07 XA 02 – prednizolon
- D 07 XB – Kortykosteroidy o umiarkowanie silnym działaniu, w innych połączeniach
  - D 07 XB 01 – flumetazon
  - D 07 XB 02 – triamcynolon
  - D 07 XB 03 – flupredniden
  - D 07 XB 04 – fluorometolon
  - D 07 XB 05 – deksametazon
  - D 07 XB 30 – inne połączenia kortykosteroidów o umiarkowanym działaniu
- D 07 XC – Kortykosteroidy o silnym działaniu, w innych połączeniach
  - D 07 XC 01 – betametazon
  - D 07 XC 02 – dezoksymetazon
  - D 07 XC 03 – mometazon
  - D 07 XC 04 – difluokortolon
  - D 07 XC 05 – fluokortolon
- D 07 XD – Kortykosteroidy o bardzo silnym działaniu, w innych połączeniach